# Hệ thống phóng máy bay

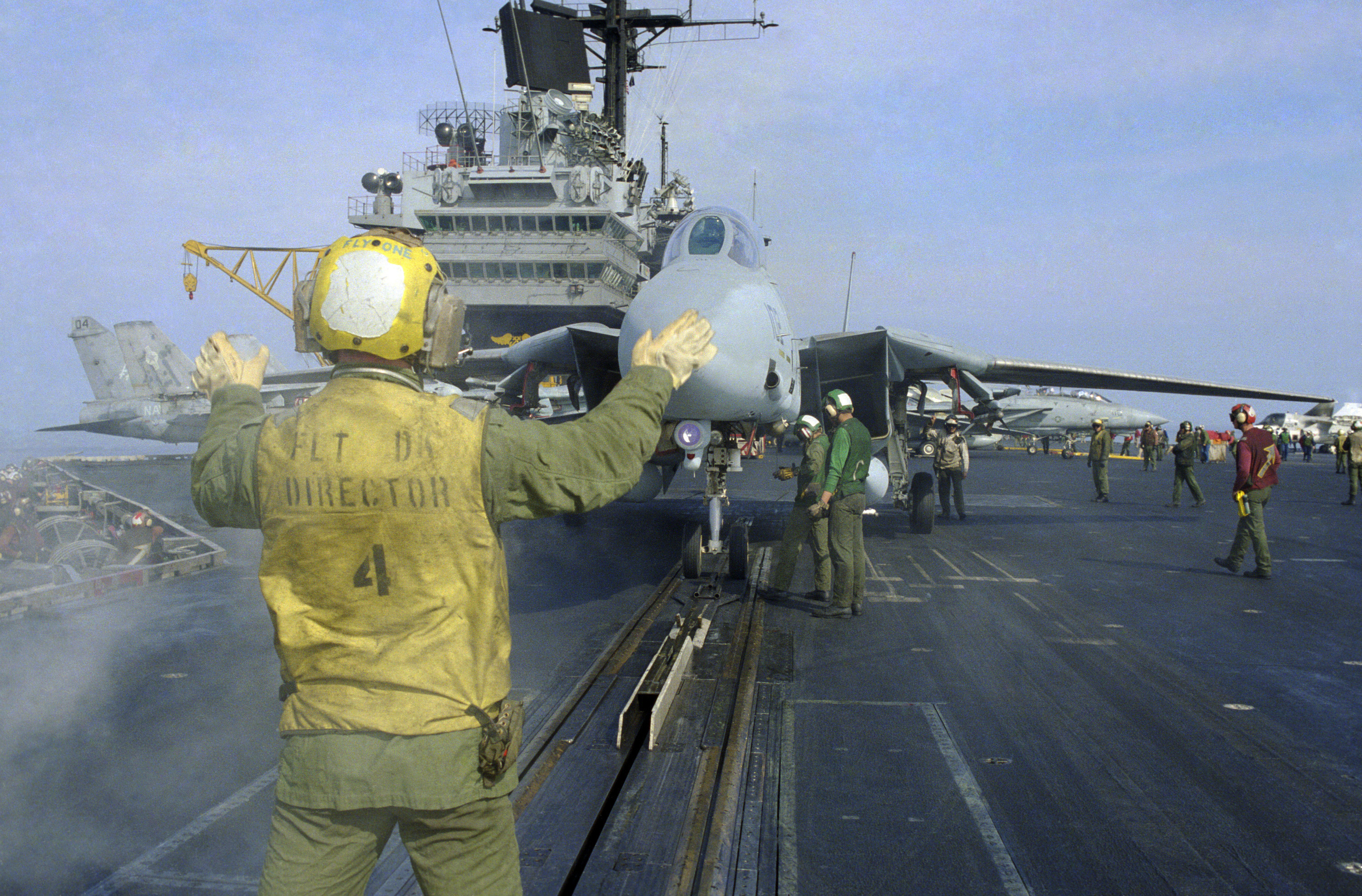
F-14 Tomcat preparing to connect to a catapult on

Hệ thống phóng máy bay là thiết bị trợ giúp việc cất cánh của máy bay từ tàu chiến, đặc biệt là tàu sân bay.
Hệ thống này bao gồm một đường trượt nằm trên đường cất cánh, máy bay được liên kết với một thiết bị tương tự con thoi dệt vải chạy trên đường trượt này. Hệ thống phóng hiện đại phổ biến hiện nay sử dụng piston hơi để cung cấp sức đẩy cho hệ thống phóng.
Trước máy bay cất cánh, một thanh giằng sẽ giữ hệ phóng đứng yên trong khi piston tích áp suất hơi, đến khi áp suất trong piston đã đủ yêu cầu, thanh giằng được giải phóng, piston đẩy máy bay gắn trên con thoi chạy dọc đường cất cánh với vận tốc cao. Trong vòng từ 2 đến 4 giây trên đường chạy, với vận tốc do hệ thống phóng cung cấp, máy bay có thể cất cánh khỏi tàu.

## Lịch sử phát triển
Lịch sử hệ thống phóng truy về từ khi hình thành lịch sử ngành hàng không với các hệ thống phóng thử nghiệm của Samuel Langley năm 1903, anh em nhà Wright năm 1904 đã sử dụng một hệ thống để trợ giúp cất cánh trong một phạm vi hẹp.
Tháng 7 năm 1912, Theodore Gordon Ellyson thành người đầu tiên cất cánh bằng hệ thống phóng máy bay hoạt động bằng khí nén của Hải quân Hoa Kỳ tại căn cứ Santee, bang Maryland. Tuy nhiên đây là cuộc cất cánh không thành công, máy bay rời khỏi mặt đất và bị gió đẩy lật rơi xuống nước. Đến tháng 11 cùng năm, cũng Ellyson thực hiện thành công vụ phóng máy bay đầu tiên trong lịch sử, từ một xà lan chở than đứng yên. Đến năm 1915, H. C. Mustin thực hiện thành công cuộc cất cánh từ tàu đang di chuyển.
Tháng 3 năm 1918, Hải quân Hoàng gia Anh lần đầu tiên thực hiện phóng máy bay từ tàu chiến HMAS Australia. Từ đó nhiều tàu chiến hải quân Anh được trang bị hệ thống phóng máy bay và chở theo từ 1 đến 4 máy bay, mục đích là thực hiện nhiệm vụ trinh sát.
Trong lĩnh vực dân sự, thập kỉ 20, 30 của thế kỉ 20 chứng kiến nhiều cuộc thử nghiệm, chủ yếu là các máy bay chở thư. Các cuộc thử nghiệm này dần bị bỏ rơi.
Trong thế chiến II, nhiều tàu chiến được trang bị hệ thống phóng máy bay để chống máy bay ném bom của địch tấn công tàu.

## Các loại hệ thống phóng
Từ năm 1933, người Đức đã sử dụng một hệ thống phóng dùng áp lực hơi nước nhưng hệ thống phóng hiện đại được để xuất bởi trung tá Colin C. Mitchell của Hải quân Hoàng gia Anh. Từ thập niên 1950, lực lượng hải quân nhiều nước bắt đầu trang bị hệ thống này do hiệu quả trong việc phóng các chiến đấu cơ tương đối nặng đã được chứng minh.
Hệ thống phóng sử dụng thuốc nổ cũng đã từng được xem xét, tuy nhiên do nhược điểm gây lực quá lớn vào khung máy bay và khả năng sử dụng lâu dài không đạt nên đã không được phát triển thêm.
Trong tương lai, một hệ thống phóng mới sẽ được đưa vào sử dụng gọi là Hệ thống phóng bằng điện từ (EMALS). Ưu điểm của hệ thống này là gia tốc của máy bay được tăng lên dần nên áp lực tác dụng lên khung máy bay được giữ ở mức thấp, khả năng duy tu bảo dưỡng tốt, ít yêu cầu nhân lực để thực hiện cú phóng.